# Колесо (алгебра)

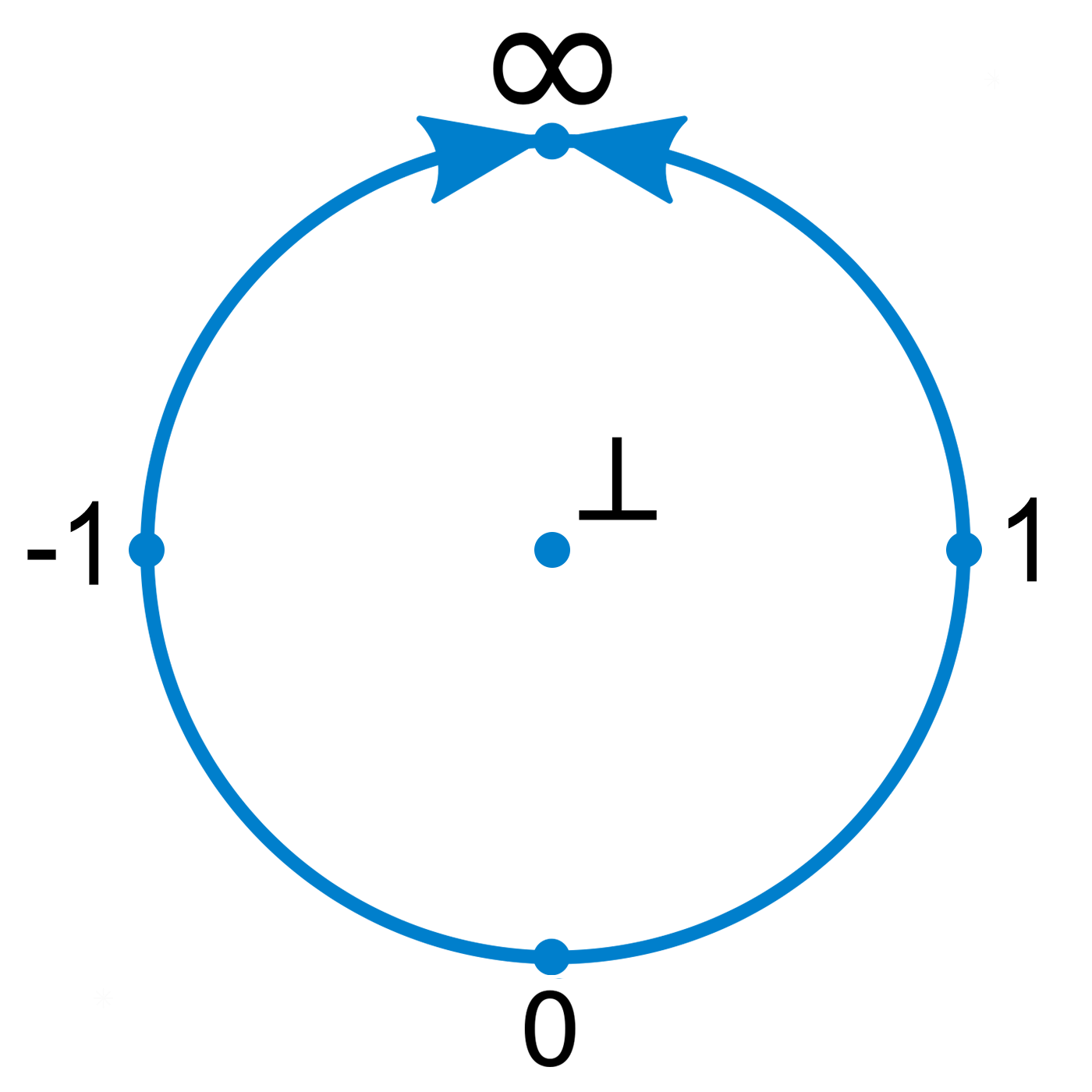
Схема колеса из теории колес.

Колесо (от англ. Wheel theory — «теория колес», иногда «ролик») — тип алгебры, где операция деления определена всегда. В частности, в них деление на ноль имеет смысл. Вещественные числа могут быть расширены до колеса, как и любое коммутативное кольцо.
Сфера Римана также может быть расширена до колеса путем присоединения элемента {\displaystyle \bot }, где {\displaystyle 0/0=\bot }. Сфера Римана является расширением комплексной плоскости элементом {\displaystyle \infty }, где {\displaystyle z/0=\infty } для любых комплексных {\displaystyle z\neq 0}. Однако {\displaystyle 0/0} не определён в сфере Римана, но определяется в её расширении до колеса.
Термин колесо вдохновлен топологической пиктограммой {\displaystyle \odot }, обозначающей проективную линию вместе с дополнительной точкой {\displaystyle \bot =0/0}.

## Определение
Колесо — это алгебраическая структура {\displaystyle (W,0,1,+,\cdot ,/)} (где операция / унарная), удовлетворяющая:
- Сложение и умножение являются коммутативными и ассоциативными, а {\displaystyle 0} и {\displaystyle 1} представляют собой их нейтральные элементы.
- {\displaystyle //x=x}
- {\displaystyle /(xy)=/x/y}
- {\displaystyle xz+yz=(x+y)z+0z}
- {\displaystyle (x+yz)/y=x/y+z+0y}
- {\displaystyle 0\cdot 0=0}
- {\displaystyle (x+0y)z=xz+0y}
- {\displaystyle /(x+0y)=/x+0y}
- {\displaystyle 0/0+x=0/0}

## Алгебра колес
Колеса заменяют традиционное деление (бинарный оператор, обратный к умножению) на унарный оператор, применяющийся к одному аргументу: «{\displaystyle /x}». Это похоже на определение обратного числа {\displaystyle x^{-1}}, но не идентично ему. В колесах {\displaystyle a/b} становится краткой записью для {\displaystyle a\cdot /b=/b\cdot a} и изменяет правила алгебры так, что
- {\displaystyle 0x\neq 0} в общем случае
- {\displaystyle x-x\neq 0} в общем случае
- {\displaystyle x/x\neq 1} в общем случае, поскольку {\displaystyle /x} не совпадает с мультипликативно обратным числом для {\displaystyle x}.

Если существует элемент {\displaystyle a} такой, что {\displaystyle 1+a=0}, то становится возможным определить отрицание (противоположное число) {\displaystyle -x=ax} и вычитание {\displaystyle x-y=x+(-y)}.
Некоторые следствия:
- {\displaystyle 0x+0y=0xy}
- {\displaystyle x-x=0x^{2}}
- {\displaystyle x/x=1+0x/x}

Тогда для {\displaystyle x} при {\displaystyle 0x=0} и {\displaystyle 0/x=0} получаем привычные
- {\displaystyle x-x=0}
- {\displaystyle x/x=1}

Если определить отрицание как предложено выше, то подмножество колеса {\displaystyle \{x\mid 0x=0\}} является коммутативным кольцом и, более того, любое коммутативное кольцо является таким подмножеством какого-либо колеса. Если {\displaystyle x} — обратимый элемент коммутативного кольца, то {\displaystyle x^{-1}=/x}. Таким образом, если {\displaystyle x^{-1}} имеет смысл (как обычный обратный по умножению элемент), он равен {\displaystyle /x}, но операция {\displaystyle /x} определена всегда, даже для {\displaystyle x=0}.